# 야누
야누(1994년 1월 7일 ~)는 대한민국의 가수다. 2020년 싱글 《DAMN》으로 정식 데뷔했다.

## 방송
- 쇼미더머니 8 (2019) - Top31
- 쇼미더머니 9 (2020) - 2차 예선 탈락
- 쇼미더머니 10 (2021) - Top56
- 쇼미더머니 11 (2022) - Top44

## 음반
- MOVES (2020)
- DAMN (2020)
- SHINE (2020)
- Frequency (2021)